# Кантри Клаб (Калифорнија)
Кантри Клаб (енгл. Country Club) насељено је место без административног статуса у америчкој савезној држави Калифорнија.

## Демографија
По попису из 2010. године број становника је 9.379, што је 83 (-0,9%) становника мање него 2000. године.
| Група             | 2000.         | 2010.         |
| Белци             | 5.423 (57,3%) | 4.193 (44,7%) |
| Афроамериканци    | 335 (3,5%)    | 472 (5,0%)    |
| Азијати           | 579 (6,1%)    | 628 (6,7%)    |
| Хиспаноамериканци | 2.719 (28,7%) | 3.790 (40,4%) |
| Укупно            | 9.462         | 9.379         |